# Qi Guangpu
Qi Guangpu (cinese 齐广璞; Nanchino, 20 ottobre 1990) è uno sciatore freestyle cinese, campione olimpico nei salti a Pechino 2022 e due volte campione mondiale di salti.

## Biografia
Originario della provincia cinese dello Jiangsu, ha debuttato in Coppa del Mondo il 9 dicembre 2006 a Beida Lake (21º), ha ottenuto il primo podio il 20 dicembre 2009 a Changchun (2º) e la prima vittoria il 19 dicembre 2010 nella località dell'esordio.
In carriera ha partecipato a quattro edizioni dei Giochi olimpici invernali, Vancouver 2010 (7º nei salti), Soči 2014 (4º nei salti), Pyeongchang 2018 (7º nei salti) e Pechino 2022 (1º nei salti e 2º nei salti a squadre), e a cinque dei Campionati mondiali vincendo quattro medaglie.

## Palmarès

### Olimpiadi
- 2 medaglie:
  - 1 oro (salti a Pechino 2022)
  - 1 argento (salti a squadre miste a Pechino 2022)

### Mondiali
- 4 medaglie:
  - 2 ori (salti a Voss 2013; salti a Kreischberg 2015)
  - 2 argenti (salti a Deer Valley 2011; salti a Sierra Nevada 2017)

### Coppa del Mondo
- Vincitore della Coppa del Mondo di salti nel 2011, nel 2017, nel 2024 e nel 2025
- 39 podi:
  - 19 vittorie
  - 15 secondi posti
  - 5 terzi posti

#### Coppa del Mondo - vittorie
| Data             | Luogo                 | Paese       | Disciplina |
| ---------------- | --------------------- | ----------- | ---------- |
| 19 dicembre 2010 | Beida Lake            | Cina        | AE         |
| 21 gennaio 2011  | Lake Placid           | Stati Uniti | AE         |
| 11 febbraio 2012 | Beida Lake            | Cina        | AE         |
| 17 febbraio 2013 | Soči                  | Russia      | AE         |
| 18 gennaio 2014  | Lake Placid           | Stati Uniti | AE         |
| 20 dicembre 2014 | Pechino               | Cina        | AE         |
| 21 dicembre 2014 | Pechino               | Cina        | AE         |
| 8 gennaio 2015   | Deer Valley           | Stati Uniti | AE         |
| 19 dicembre 2015 | Pechino               | Cina        | AE         |
| 4 febbraio 2016  | Deer Valley           | Stati Uniti | AE         |
| 18 dicembre 2016 | Beida Lake            | Cina        | AE         |
| 3 febbraio 2017  | Deer Valley           | Stati Uniti | AE         |
| 21 dicembre 2019 | Shimao Lotus Mountain | Cina        | AE         |
| 22 dicembre 2019 | Shimao Lotus Mountain | Cina        | AE         |
| 3 dicembre 2023  | Ruka                  | Finlandia   | AE         |
| 10 febbraio 2024 | Lac-Beauport          | Canada      | AE         |
| 10 marzo 2024    | Almaty                | Kazakistan  | AE         |
| 25 gennaio 2025  | Lac-Beauport          | Canada      | AE         |
| 26 gennaio 2025  | Lac-Beauport          | Canada      | AE         |

Legenda:

AE = Salti